# Заколпский, Николай Иванович
Николай Иванович Заколпский — советский хозяйственный, государственный и политический деятель, Герой Социалистического Труда.

## Биография
Родился в 1937 году в Горьковской области. Член КПСС.
С 1957 года — на хозяйственной, общественной и политической работе. В 1957—1997 гг. — крановщик плавучего крана Московского южного порта Московского речного пароходства, партийный работник в системе Министерства речного флота РСФСР.
Указом Президиума Верховного Совета СССР от 16 января 1974 года за выдающиеся успехи в выполнении и перевыполнении планов 1973 года и принятых социалистических обязательств присвоено звание Героя Социалистического Труда с вручением ордена Ленина и золотой медали «Серп и Молот».
Делегат XXV съезда КПСС.
Жил в Москве.